# 拉奈城 (夏威夷州)
拉奈城（英語：Lanai City）是位於美國夏威夷州茂宜縣的一個人口普查指定地區。

## 地理
拉奈城的座標為20°49′39″N 156°59′19″W / 20.82750°N 156.98861°W，而該地最高點為海拔高度501米（即1644英尺）。

## 人口
根據2010年美國人口普查的數據，拉奈城的面積為17.90平方千米，均為陸地。當地共有人口3102人，而人口密度為每平方千米173.3人。